# مرکز اسحاق رابین

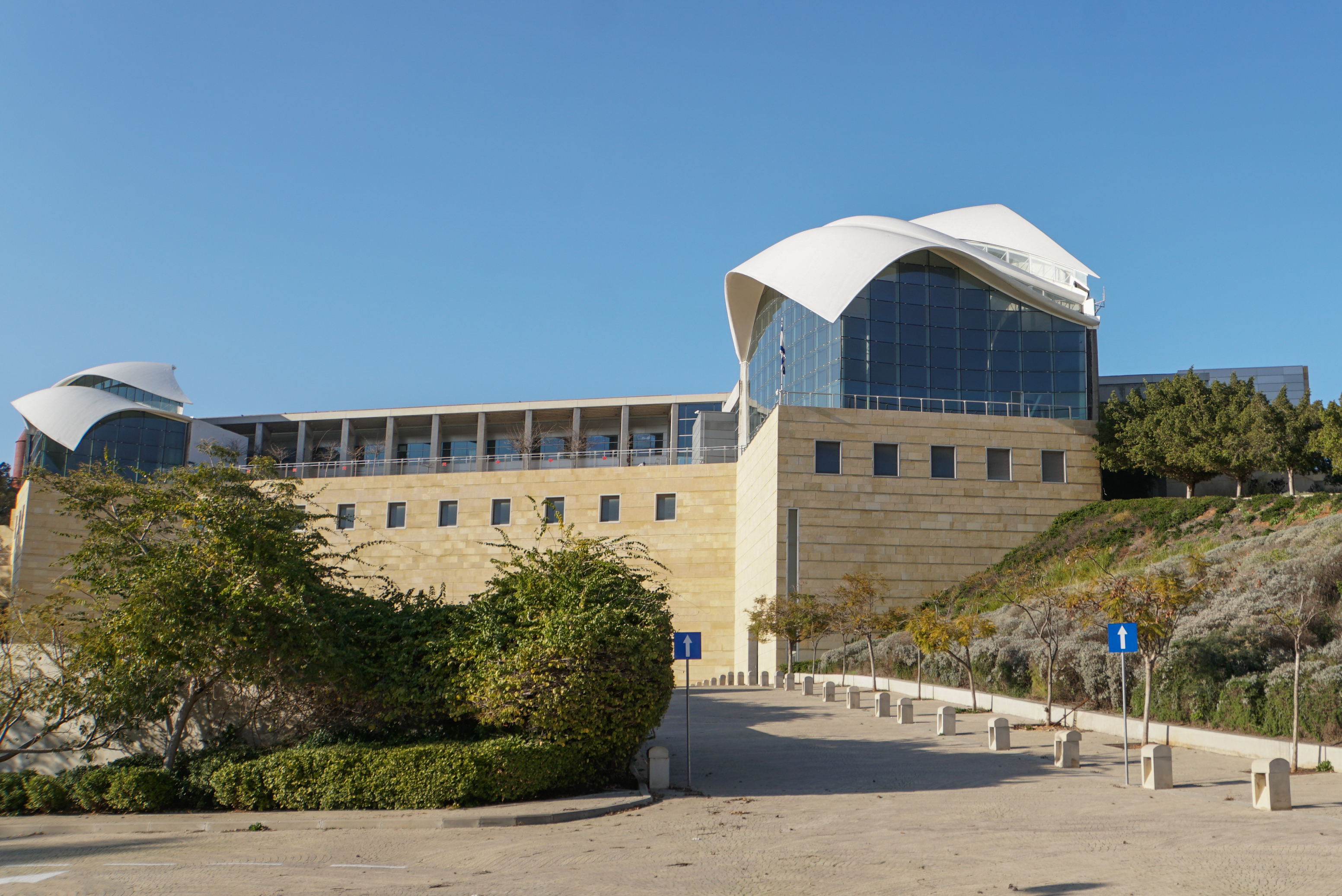
مرکز اسحاق رابین

مرکز اسحاق رابین (عبری: מרכז יצחק רבין‎؛ انگلیسی: Yitzhak Rabin Center) یک کتابخانه و مرکز تحقیقاتی در تل‌آویو، اسرائیل است که به یاد اسحاق رابین، نخست‌وزیر اسرائیلی ترور شده، ساخته شده‌است. این بنا که توسط معمار اسرائیلی موشه سفدی طراحی شده‌است، بر روی تپه ای قرار دارد که مشرف بر پارک یرکون و تل‌آویو، نزدیک موزه اِرتز، موزه پالماخ، دانشگاه تل آویو و بث هاتفوتسوت است. این مرکز در نوامبر ۲۰۰۵ در دهمین سالگرد ترور رابین افتتاح شد.
این مرکز بر روی پایه‌های یک نیروگاه فوق سری به نام «ریدینگ جی» (انگلیسی: Reading G) یا «جورا» (انگلیسی: J'ora) ساخته شد. این بنا در سال‌های ۱۹۵۴ تا ۱۹۵۶ برای تأمین برق در صورت بمباران دشمن ساخته شد، و بخشی از آن توسط قرارداد غرامت آلمان تأمین مالی شد.
یک نمایشگاه دائمی در مرکز رابین به تاریخ جامعه و دموکراسی در اسرائیل اختصاص داده شده‌است.